# Eric Pierpoint
Eric Pierpoint (Los Angeles, 18 novembre 1950) è un attore statunitense.

## Biografia
Figlio del giornalista Robert Pierpoint e Patricia Adams Porter, è stato sposato dal 1969 al 1985.

## Filmografia

### Cinema
- Windy City, regia di Armyan Bernstein (1984)
- Invaders (Invaders from Mars), regia di Tobe Hooper (1986)
- Amore per sempre (Forever Young), regia di Steve Miner (1992)
- The Stranger, regia di Fritz Kiersch (1995)
- Rinnegato (Midnight Man), regia di John Weidner (1995)
- Little Witches, regia di Jane Simpson (1996)
- Where Truth Lies (1996)
- Driven, regia di Michael Shoob (1996)
- Bugiardo bugiardo (Liar Liar), regia di Tom Shadyac (1997)
- Steel, regia di Kenneth Johnson (1997)
- The Movie Hero, regia di Brad T. Gottfred (2003)
- Holes - Buchi nel deserto (Holes), regia di Andrew Davis (2003)
- Eulogy, regia di Michael Clancy (2004)
- Messaih (2004)
- Indian - La grande sfida (The World's Fastest Indian), regia di Roger Donaldson (2005)
- Four Weeks Four Hours (2006)
- TV Virus (2007)
- Solar Flare (2008)
- Transformers - La vendetta del caduto (Transformers: Revenge of the Fallen), regia di Michael Bay (2009)
- The Palace of Light (2010)
- Sex Tax: Based on a True Story (2010)
- Donner Pass (2011)
- Phil Cobb's Dinner for Four (2011)
- What We Keep (2018)

### Televisione
- A passo di fuga (Hot Pursuit) - serie TV, 12 episodi (1984)
- Hill Street giorno e notte (Hill Street Blues) - serie TV, 3 episodi (1985, 1986)
- Saranno famosi (Fame) - serie TV, 24 episodi (1985, 1986)
- La bella e la bestia (Beauty and the Beast) - serie TV, episodio 1x05 (1987)
- L'ispettore Tibbs (In the Heat of the Night) - serie TV, episodio 2x09 (1989)
- Heartland - serie TV, un episodio (1989)
- Alien Nation - serie TV, 21 episodi (1989-1990)
- Linea diretta (WIOU) - serie TV, 4 episodi (1991)
- Corsie in allegria (Nurses) - serie TV, un episodio (1991)
- Matlock - serie TV, episodi 6x07 e 6x08 (1991)
- Time Trax - serie TV, un episodio (1993)
- Sex, Love and Cold Hard Cash - film TV (1993)
- Star Trek: The Next Generation - serie TV, episodio 7x02 (1993)
- Children of the Dark - film TV (1994)
- Alien Nation: Dark Horizon - film TV, regia di Kenneth Johnson (1994)
- Due poliziotti a Palm Beach (Silk Stalkings) - serie TV, 8 episodi (1994-1998)
- Un detective in corsia (Diagnosis: Murder) - serie TV, 2 episodi (1994, 2001)
- Cinque in famiglia (Party of Five) - serie TV, episodio 1x08 (1994)
- La signora in giallo (Murder, She Wrote) - serie TV, episodio 11x13 (1995)
- Alien Nation: Body and Soul - film TV, regia di Kenneth Johnson (1995)
- Alien Nation: Millennium - film TV, regia di Kenneth Johnson (1996)
- Alien Nation: The Enemy Within - film TV, regia di Kenneth Johnson (1996)
- Star Trek: Deep Space Nine - serie TV, episodio 5x13 (1997)
- Alien Nation: The Udara Legacy - film TV, regia di Kenneth Johnson (1997)
- Babylon 5 - serie TV, episodio 4x22 (1997)
- Ally McBeal - serie TV, episodio 1x11 (1997)
- E.R. - Medici in prima linea (ER) - serie TV, 1 episodio (1998)
- Jarod il camaleonte (The Pretender) - serie TV, 3x04 (1998)
- Star Trek: Voyager - serie TV, episodio 6x03 (1999)
- Beverly Hills 90210 - serie TV, episodio 9x24 (1999)
- I viaggiatori (Sliders) - serie TV, episodio 5x07 (1999)
- Seven Days - serie TV, episodio 3x04 (2000)
- Il tocco di un angelo (Touched by an Angel) - serie TV, episodio 7x19 (2001)
- JAG - Avvocati in divisa (JAG) - serie TV, 2 episodi (2001, 2002)
- Star Trek: Enterprise - serie TV, 5 episodi (2002, 2005)
- Mister Sterling - serie TV, 3 episodi (2003)
- Squadra Med - Il coraggio delle donne (Strong Medicine) - serie TV, episodio 4x07 (2003)
- Crossing Jordan - serie TV, episodio 4x08 (2004)
- CSI: Miami - serie TV, episodio 3x16 (2005)
- Surface - Mistero dagli abissi (Surface) - serie TV, episodio 1x01 (2005)
- Medium - serie TV, episodio 2x06 (2005)
- McBride: Requiem - film TV (2006)
- Brothers & Sisters - Segreti di famiglia (Brothers & Sisters) - serie TV, episodio 1x21 (2007)
- Murder 101: If Wishes Were Horses - film TV, regia di David S. Cass Sr (2007)
- Big Love - serie TV, 2 episodi (2007)
- CSI: Scena del crimine (CSI: Crime Scene Investigation) - serie TV, episodio 8x11 (2008)
- Eleventh Hour - serie TV, episodio 1x14 (2009)
- A Soldier's Love Story - film TV (2010)
- The Mentalist - serie TV, episodio 3x03 (2010)
- The Cape - serie TV, episodio 1x01 (2011)
- Chemistry - La chimica del sesso (Chemistry) - serie TV, 10 episodi (2011)
- Parks and Recreation - serie TV, 3 episodi (2011-2012)
- Hart of Dixie - serie TV, 7 episodi (2011-2015)
- Workaholics - serie TV, un episodio (2012)
- Farmed and Dangerous - serie TV, 4 episodi (2014)
- Wicked City - serie TV, un episodio (2015)
- Four Stars - film TV (2016)
- Six - serie TV, un episodio (2017)

## Doppiatori italiani
Nelle versioni in italiano delle opere in cui ha recitato, Eric Pierpoint è stato doppiato da:
- Oliviero Dinelli ne La signora in giallo
- Diego Reggente in CSI - Scena del crimine
- Toni Orlandi in CSI: Miami
- Michele Gammino in The Mentalist
- Mario Zucca in Workaholics
- Carlo Valli in Chemistry - La chimica del sesso
- Antonio Sanna in Star Trek: The Next Generation
- Sergio Di Stefano in Saranno famosi
- Sergio Di Giulio in Jarod il camaleonte
- Luciano Roffi in 9-1-1: Lone Star